# Yvetta Simonová
Yvetta Simonová (ur. 4 listopada 1928 w Českým Brodzie) – czeska piosenkarka.

## Życiorys
Zasłużona Artystka.
W 2017 roku została odznaczona Medalem Za Zasługi.
Była dwukrotnie zamężna. Jej pierwszym mężem był František Spurný (od 1949, rozwód), z którym ma syna Tomáša. Jej drugim mężem był kompozytor Jaromír Vomáčka.

## Dyskografia
- Malá černá kočička – Yvetta Simonová /Všechno jsem jí napsal – Jiří Vašíček - Supraphon, SP
- Tys to hochu všechno spískal – Yvetta Simonová/Kdo chce lásku dát – Milan Chladil - Supraphon, SP
- Přijď k nám Dolly – Milan Chladil/Zavři oči – Yvetta Simonová - Supraphon, SP
- Amore, amore – Milan Chladil, Yvetta Simonová/Pražská děvčata – Waldemar Matuška - Supraphon, SP
- Na slunci já chci žít – Yvetta Simonová/ Kufr iluzí – Yvetta Simonová - Supraphon, SP
- Romeo – Yvetta Simonová/Mně se stýská – Yvetta Simonová - Supraphon, SP
- 1963 Páni rodičové – Jana Petrů, Pod oknem – Y. Simonová / Tři panenky – Y. Simonová, Proč ho mám ráda – Yvetta Simonová - Supraphon, SP
- 1966 Ačkoli – Yvetta Simonová a Milan Chladil/Polibek visí na vlásku – Judita Čeřovská - Supraphon, SP
- 1966 Pohádka o konvalinkách – Yvetta Simonová i Milan Chladil/Tichý kout – Josef Zíma - Supraphon, SP
- 1969 Ať hudba dále zní - Supraphon
- 1970 Můj sen – Yvetta Simonová/Houslista – Yvetta Simonová - Supraphon, SP

### CD
- 1991 O nás dvou - Supraphon
- Já jsem zamilovaná - FR centrum
- 1995 Romeo, mně se stýská - Sony / Bonton
- 1995 Já jsem zamilovaná - Sony Music / Bonton 20× Yvetta Simonová
- 1998 Hity Ivetty Simonové - Český rozhlas
- 1999 20×/Romeo, mně se stýská - Bonton
- 2000 Simonová Yvetta - Areca Music
- 2008 Dárek na památku - Supraphon Music SU 5901-2, 2CD[4]